# Marcelo Córdoba
Marcelo Alejandro Córdoba (Buenos Aires, 21 de novembro de 1973) é um ator argentino, radicado no México.

## Biografia
Marcelo é formado em Engenharia Naval pela Universidade Politécnica de Buenos Aires, na Argentina. Se mudou para o México, lá começou seus estudos para atuação. Sua primeira aparição foi em comercial de cerveja onde um diretor do Centro de Estudios Artísticos (CEA) de Televisa, o convida para iniciar estudos em um grupo da instituição.
Se tornou conhecido por sua atuação na telenovela Alborada da produtora Carla Estrada no ano de 2005, que foi protagonizada por Fernando Colunga e Lucero. A partir dai teve uma sequências de trabalhos em folhetins mexicanos.
Em 2006, o produtor Robert Hernandez Vazquez o convidou para se juntar ao elenco de Feridas de amor, uma nova versão de Valeria y Maximiliano de 1991. Naquele mesmo ano, Marcelo trabalhou em Amar sin límites.
Em 2007, mais uma vez a produtora Carla Estrada o chama para atuar ao lado de Fernando Colunga e Susana González e Sebastián Rulli na telenovela Pasión. E em 2008 foi um dos antagonistas da telenovela Juro que te amo atuando com Ana Brenda e José Ron.
Em 2009, atuou em Sortilégio, interpretando um personagem bissexual e atuando com Chantal Andere e Julián Gil. No final do mesmo ano fez uma participação na novela Mar de Amor, interpretando um antagonista.
Em 2011, Marcelo atua da telenovela La Fuerza del Destino produção de Rosy Ocampo. 
Em 2012 recebe seu primeiro papel como antagonista na telenovela Por ella soy Eva, onde compartilha cenas com Lucero, Jaime Camil e novamente Mariana Seoane.
Em 2021 interpretou o antagonista principal da novela SOS me estoy enamorando.

## Carreira

### Telenovelas
- SOS me estoy enamorando (2021-2022) - Omar
- Vencer el miedo (2020) - Rubén Olivo
- La reina soy yo (2019) - Jack
- Enamorándome de Ramón (2017) - Julio
- Mujeres de negro (2016) - Eduardo Quijano "Edy"
- Simplemente María - Doutor Rodrigo
- La malquerida (2014) - Alonso Rivas
- La Gata (2014) - Javier Peñuela
- De que te quiero, te quiero (2013) - Eleazar Medina
- Amores Verdaderos (2013) - Vicente Celorio
- Por ella soy Eva (2012) - Plutarco Ramos Arrieta
- La Fuerza del Destino (2011) - Antolin
- Llena de amor (2010) - José Maria Sevilla (jovem)
- Mar de Amor (2009-2010) - Hernán Irazabal
- Sortilégio (2009) - Roberto Castelar
- Juro que te amo (2008-2009) - Maximiliano Cuéllar
- Pasión (2007-2008) - Ascanio González
- Amar sin límites (2006-2007) - Andrés Galván
- Heridas de amor (2006) - Daniel Bustamante
- Alborada (2005-2006) - Marcos

### Séries
- Silvia, frente a ti (2019) ... Arturo de Córdova
- Mujeres asesinas (2010) ... Arturo
- Mujer, casos de la vida real ... "Chismes Calientes"
- La Rosa de Guadalupe  (2008) ... "Amor Sin Fronteras"
- Tiempo Final (Fox) ... "Periodista"

## Prêmios e Indicações

### Premios People en Español
| Ano  | Categoria    | Telenovela       | Resultado |
| ---- | ------------ | ---------------- | --------- |
| 2012 | Melhor Vilão | Por ella soy Eva | Indicado  |

### Prêmios TVyNovelas
| Ano  | Categoria    | Telenovela       | Resultado |
| ---- | ------------ | ---------------- | --------- |
| 2013 | Melhor Vilão | Por ella soy Eva | Venceu    |